# Топорув (Любуське воєводство)
Топорув (пол. Toporów) — село в Польщі, у гміні Лаґув Свебодзінського повіту Любуського воєводства.
Населення — 808 осіб (2011).
У 1975-1998 роках село належало до Зеленогурського воєводства.

## Демографія
Демографічна структура станом на 31 березня 2011 року:
|          | Загалом | Допрацездатний вік | Працездатний вік | Постпрацездатний вік |
| -------- | ------- | ------------------ | ---------------- | -------------------- |
| Чоловіки | 440     | 94                 | 314              | 32                   |
| Жінки    | 368     | 65                 | 227              | 76                   |
| Разом    | 808     | 159                | 541              | 108                  |